# Optische straling
Het, in arbeidsomstandighedenwetgeving gehanteerde, begrip optische straling is het gedeelte van het elektromagnetisch spectrum waar ultraviolette straling (uv), voor de mens zichtbaar licht en de infrarode straling zich bevinden. De golflengte ligt tussen 100 nm en 1 mm.

## Schadelijke effecten
Optische straling kan zowel positieve als negatieve effecten teweegbrengen. Daardoor is het noodzakelijk om te zorgen voor een gepaste blootstelling aan optische straling. Uv-straling en (in mindere mate ook) infrarode straling kunnen gezonde en ongezonde effecten op de mens hebben.
De natuurlijke bron van alle optische straling is de zon. Kunstmatige bronnen van uv-straling zijn onder andere uv-lampen of bronnen zoals bijvoorbeeld in zonnebanken. Kunstmatige infrarode straling wordt opgewekt door  bijvoorbeeld gloeilampen of straalkachels. Te hoge blootstelling aan natuurlijke of kunstmatige uv-straling geeft zowel acute als chronische schade aan het oog en de huid. Te veel infrarode straling kan ook gezondheidsschade opleveren. Onderzoek heeft aangetoond dat chronische blootstelling aan infrarode straling alleen, of in combinatie met uv-straling huidschade kan geven.

## Richtlijnen
De Europese Gemeenschap heeft geharmoniseerde voorschriften opgesteld voor de bescherming van werknemers tegen de risico's door blootstelling aan kunstmatige optische straling (zoals UVA, laser, enz.) in de richtlijn 2006/25/EC. Begin 2012 werd door Sdu een nieuw Arbo-Informatieblad uitgegeven: 'Kunstmatige Optische Straling'.

## Meten van straling volgens richtlijn 2006/25/EC
Hoewel deze richtlijn in de Europese Unie wettelijk is vastgelegd, wordt er tot op heden weinig mee gedaan. Het grote probleem schijnt te zijn dat de meting, zoals die moet worden uitgevoerd volgens deze norm, zeer bewerkelijk is. Er moet in een groot gebied (golflengte van 100 nm tot 1 mm) worden gemeten en dat vraagt om speciale meetmethoden en meetcellen. Het meetgebied omvat zowel ultraviolet (UVA, UVB en UVC) als zichtbaar licht en infrarode straling.
Waar het meten al lastig is door deze brede range, is het uitvoeren van de berekeningen die daarna moeten worden uitgevoerd een nog veel grotere opgave. Wel is er nu meetapparatuur beschikbaar die (volgens opgave van de fabrikant) kan meten volgens de richtlijn, maar het uitvoeren van de metingen blijft een bewerkelijk karwei. Nog bewerkelijker dan het meten zelf is het uitvoeren van de berekeningen die daarna moeten worden uitgevoerd.